# Cardea
En la mitología romana Cardea, Carna  o Crane  (también Cardina,  Carda, Cardinea y Cardo) era uno de los númenes indígetes y la diosa encargada de presidir y proteger las bisagras de las puertas. Entiéndase que las puertas de las casas romanas eran sostenidas por bisagras pivotantes. Los Padres de la Iglesia dicen que los antiguos romanos no tenían un solo portero sino tres dioses: Fórculo de las puertas (fores), Cardea de los quicios (cardo, cardinis) y Limentino de los umbrales (limen, liminis).  Parece que la diosa tenía tres facetas diferentes y con el paso del tiempo terminaron identificándose: Cardea como numen doméstico,  Carna como protectora de vísceras  y Crane como diosa apotropaica.

## Carna y Jano
Ovidio nos proporciona un relato mitológico y la denomina como Carna. Dice el poeta que a Carna, diosa del gozne, está dedicado el primer día de junio. Por su voluntad, abre lo que está cerrado y cierra lo que está abierto. Se dice que en el antiguo bosque de Helerno, situado junto al Tíber, nació la ninfa Crane (pues este es su antiguo nombre). Era requerida por muchos pretendientes pero ella prefería cazar en el monte. Cada vez que un pretendiente la cortejaba ella les contestaba: «Este sitio tiene demasiada luz y con la luz me da vergüenza; más bien, si me llevas a una cueva apartada, yo te sigo». En cuanto su aspirante amoroso se giraba para buscar un lugar apropiado Carna aprovechaba para esconderse con mucha destreza. Un día Jano la vio y se apasionó de ella. Carna usó su estrategia habitual pero no pudo esconderse de Jano pues este tiene dos caras y puede ver lo que ocurre a su espalda. Jano la tomó pero a cambio le hizo una promesa: «A cambio de nuestra unión tendrás derecho sobre los goznes; esta es la recompensa que vas a recibir por haber perdido la virginidad». Diciendo esto, le dio una espina blanca con la que pudiese repeler de las puertas Ios amargos agravios.

## Protectora de órganos
Macrobio dice que el nombre Carna derivaba de caro, carnis, «carne». Este relató que Junio Bruto, durante las calendas de junio y en cumplimiento de un voto, celebró un sacrificio en honor de la diosa Carna en el monte Celio. Esta diosa, según se cree, es la protectora de los órganos vitales de los hombres. A ella le ruegan que les conserve sanos el hígado, el corazón y todas las vísceras interiores. Y porque, gracias al corazón, fue capaz de reformar el régimen político y consagró un templo a esta diosa protectora de los órganos vitales. En sus sacrificios se ofrendan puches de habas y tocino, porque con estos alimentos, especialmente, se robustecen las fuerzas corporales. De hecho, las calendas de Junio son llamadas popularmente las calendas de habas, porque, en el curso de este mes, las habas maduras son empleadas en las ceremonias religiosas.

## Crane y las estirges
De nuevo Ovidio menciona a la diosa pero esta vez usa la forma Crane. En este relato Crane tiene el poder de impedir que las estirges entren en las casas. Protegía especialmente a los niños pequeños en sus cunas contra estos pájaros nocturnos, en los que las brujas solían metamorfosearse para atacar a los niños por la noche, arrancándolos de sus cunas y chupándoles la sangre. Cardea ejerció su poder ayudando al bebé Procas, rey de Alba Longa, ahuyentando de su cuna a las estiges. Crane inmediatamente tocó tres veces consecutivas las jambas de la puerta con hojas de madroño. Salpicó con agua medicinal la entrada y sostenía las entrañas crudas de una marrana de dos meses. Le ofreció las entrañas a las estirges y les prohibió mirar atrás. Cuentan que con posterioridad a aquel rito, las estirges no ultrajaron la cuna, y el niño recobró el color que antes tenía.

## Culto
Su culto fue importante en la antigua Roma, y era adorada en la festividad de Beltane y el 1 de junio —conocido como carnai o calenda de las habas—, al ser ambos vistos como una «bisagra» metafórica del año. Se colgaban máscaras, bolas y figurillas (oscilla) en las entradas o en los árboles en su honor, para fomentar el crecimiento de las cosechas. El árbol de espino estaba consagrado a ella.

## Menciones ulteriores
Stefan Weinstock conjeturó que estas tres divinidades de la puerta —Cardea, Fórculo y Limentino—  tenían un lugar en la cosmología como los Ianitores terrestres, «guardianes de la tierra», custodiando el paso a la esfera terrenal. En el esquema presentado por Marciano Capela, los Ianitores terrestres se sitúan en la región decimosexta entre las divinidades de rango inferior, mientras que Jano, el portero divino por excelencia, se sitúa en la primera región. Esta disposición puede representar las ianuae coeli, las dos puertas de los cielos identificadas con los solsticios. Isidoro de Sevilla dice que hay dos ianuae coeli, una naciente (es decir, en el Este) y otra poniente (el Oeste): «El sol avanza por una puerta, por la otra retrocede». La definición de Isidoro va seguida inmediatamente de una explicación de los cardines (plural de cardo), los ‘pivotes de eje norte-sur’ sobre el que gira la esfera del mundo.